# Irene Láscaris
Irene Láscaris (en griego: Ειρήνη Λασκαρίνα, romanizado: Eirēnē Laskarina; fallecida en 1239) fue la hija de Teodoro I Láscaris, el emperador de Nicea y Ana Ángelo. Sus abuelos maternos fueron el emperador Alejo III Ángelo y Eufrósine Ducas Camatero. Su hermana María Láscaris se casó con el rey Béla IV de Hungría.
Irene se casó primero con el general Andrónico Paleólogo, y después de su muerte se convirtió en la esposa del sucesor de Teodoro, el futuro Juan III Ducas Vatatzés en 1212. Con Juan III tuvo un hijo, el futuro de Teodoro II Láscaris. Después del nacimiento de éste, se cayó de un caballo y se lesionó de tal manera que no pudo tener más hijos. Se retiró a un convento, tomando el nombre monástico de Eugenia, y murió allí en 1239, unos quince años antes que su marido.
Irene es muy elogiada por los historiadores por su modestia y prudencia, y se dice que había provocado con su ejemplo una mejora considerable en la moral de su nación.